# Sphodromerus coerulans
Sphodromerus coerulans är en insektsart som beskrevs av Werner 1908. Sphodromerus coerulans ingår i släktet Sphodromerus och familjen gräshoppor.

## Underarter
Arten delas in i följande underarter:
- S. c. coerulans
- S. c. intermedia